# 神の子池
座標: 北緯43度38分43秒 東経144度33分1秒 / 北緯43.64528度 東経144.55028度

神の子池の位置（赤い点）

神の子池（かみのこいけ）は、北海道オホーツク管内斜里郡清里町の森林内にある池である。透き通った水を通して、水深5メートルほどの池底が青く見えるため、観光地やパワースポットとして知られるようになり、年間数万人が訪れる。大きさは周囲220メートル程度。

## 地理
摩周湖を取り巻く外輪山の北側に位置する。水源は日量1万2000トンの湧水で、札弦（さつつる）川を通して斜里川へ流出する。流入する川は地表には存在しない。
アイヌが「カムイ・トー」（神の湖）と呼ぶ摩周湖の伏流水が水源と信じられたことから、「神の子の池」という意味で命名された。摩周湖の水量が年間通して変わらないのは、この神の子池と摩周湖が地下でつながって水が湧き出ているからと言われていたが、水質調査の結果、神の子池の水源は摩周湖本体ではなく、外輪山への降水が伏流水となって水源になっている。
平均水温は年間を通して8度で、倒木が腐敗せず水中に横たわっているのが見え、冬でも凍らない。池が青く見えるのは、水の高い透明度と適度な水深で太陽光が池底まで届くことと、さらに底に積もった白い火山灰による相乗効果による。オショロコマが生息する。
近年、神の子池を近くで見たい人の立入や不要物の投げ込み、土砂流入等による池の景観への影響が懸念される状況となり、2015年10月に池の周囲に木道が整備された。

## 参考画像

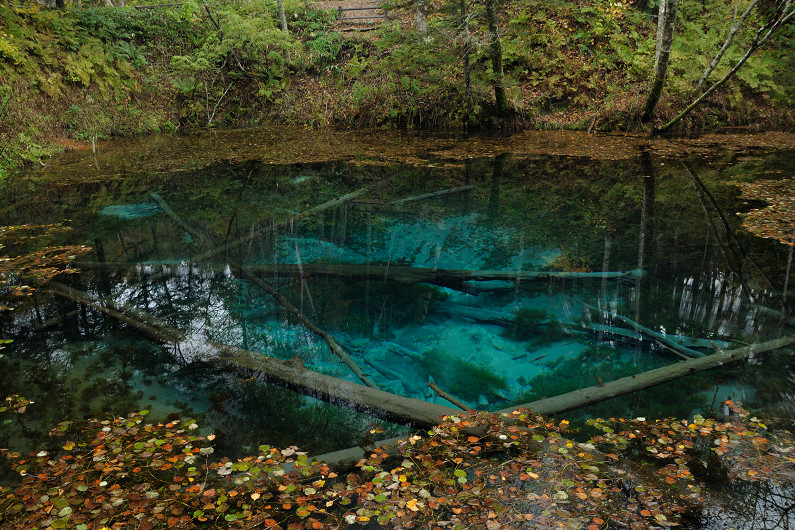
神の子池の湖面
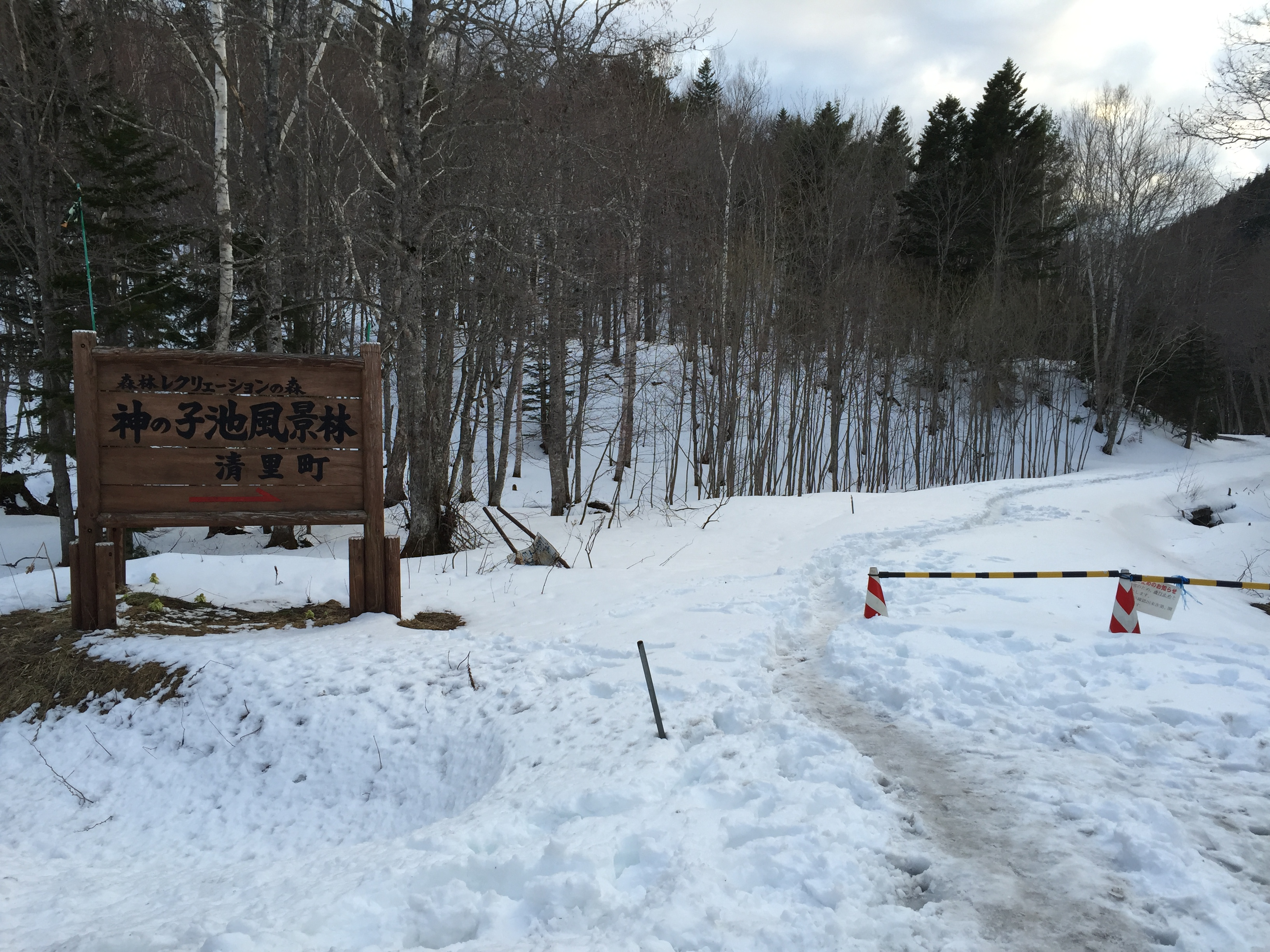
神の子池の入口

## アクセス
清里町市街から北海道道1115号摩周湖斜里線を根室管内中標津町方面に進むと、途中に神の子池を示す看板がある。そこから約2キロメートルほど林道に入ると神の子池に着く。近隣の摩周湖第1展望台や知床半島などに比べ、観光地化がされていない場所であったが、近年は観光スポットとして取り上げられることもあり訪れる人も増えている。また観光客のために駐車場と簡易トイレが設置されている。5月下旬までは林道が積雪で覆われ車両通行止めとなるので、幹線道路より往復4キロメートルの林道を歩く必要がある。スノーシューなどを装着しての雪上ツアーも行われている。